# Томас Петтерссон
Томас Петтерссон (швед. Tomas Pettersson, 15 травня 1947) — шведський велогонщик.
Срібний призер Олімпійських Ігор 1968 року в роздільній командній гонці.
Чемпіон світу з велоперегонів на шосе 1967 (роздільна командна гонка), 1968 (роздільна командна гонка), 1969 (роздільна командна гонка) років.